# Aclarubicin
Aclarubicin (INN) hoặc aclacinomycin A  là một loại thuốc anthracycline  được sử dụng trong điều trị ung thư. Vi khuẩn đất Streptomyces galilaeus có thể sản xuất aclarubicin. Nó có thể gây ra sự trục xuất histone từ chromatin khi xen kẽ.